# Central térmica de Meirama
La central térmica de Meirama fue una instalación termoeléctrica de ciclo convencional situada en la parroquia de Engrobas, en el término municipal de Cerceda, en la provincia de La Coruña (España). Constaba de 1 grupo térmico de 557 MW que producía energía eléctrica a partir de la combustión de carbón. Era propiedad de la empresa Naturgy, y se encontraba a 31 km de la ciudad de La Coruña.

## Historia
La térmica de Meirama fue puesta en funcionamiento en diciembre de 1980, siendo considerada en aquel momento una de las más importantes del país, con un coste de 60.000 millones de pesetas. Se construyó en las proximidades de un yacimiento de lignito, con el objetivo de aprovechar este combustible para generar electricidad en un principio para el mercado gallego. Las reservas de la mina se estimaron en 85 millones de toneladas, y a causa de su paulatino agotamiento y su alta contaminación fue siendo sustituido como combustible por la hulla. Su agotamiento definitivo se produjo en 2008, por lo que la empresa propietaria de la mina (a cielo abierto) comenzó las labores de restauración del terreno, dando lugar a la creación del lago Meirama sobre los terrenos anteriormente ocupados por la mentada mina. A su cierre, se estimaba que su producción había sido de 93 millones de toneladas de lignito, habiéndose generado en la central térmica más de 80 millones de MWh.
Durante su construcción, la lucha protagonizada por los vecinos de Las Encrobas fue portada en los medios de comunicación. La empresa Fenosa, con el apoyo del gobierno franquista pretendía expropiar el valle con sus casas, más de 250, a precios muy bajos. Las movilizaciones populares consiguieron que los labradores obtuvieran precios dignos, aunque la dimensión del plan de explotación provocó que Fenosa acabara explotando todo el valle.
Los vecinos de la zona han expresado habitualmente su malestar por la contaminación atmosférica que produce la central, llegando a plantear denuncias por sus vertidos a la atmósfera. Según datos de la empresa, estas emisiones se han ido reduciendo, alcanzando el mínimo en 2008 según su declaración medioambiental de 2010.
En abril de 2012, la térmica de Meirama empleaba a unas 200 personas, entre personal directo y empleados de empresas auxiliares.
La silueta de la central forma parte del escudo del Ayuntamiento de Cerceda.

## Cierre
Dentro de la política de cierre de centrales de carbón, el 30 de junio de 2020 se procedió a su desconexión de la red eléctrica. El 31 de julio de 2020 se autorizó su cierre definitivo, con un plazo de 4 años para desmantelarla, publicado en el BOE de 13 de agosto.
El 21 de diciembre de 2022 fue demolida la torre de refrigeración de la central térmica mediante una explosión controlada. Los encargados de llevar a cabo este trabajo fueron los técnicos de Afesa, empresa con sede social en Vizcaya y subcontratada por la multinacional Naturgy, usando aproximadamente 165 kilos de dinamita mediante la intervención de artilleros expertos en demoliciones (empresas 4D, PN).
El 1 de marzo de 2023 se procedió a la demolición controlada de la chimenea de casi 51.000 metros cúbicos de hormigón armado, de 9.000 toneladas y 204 metros de altura. Se utilizaron 58 kilogramos de dinamita introducidos en 139 perforaciones que la empresa subcontratada por Naturgy para esta labor, Afesa, con la intervención de 4D y PN, llevó a cabo. La estructura se desplomó hacia el este de una sola pieza, sin llegar a partirse.

## Características
La central contaba con un generador de vapor (fabricado por Balcke - Dürr y Babcock & Wilcox), un circuito de refrigeración y un turboalternador (construido por ABB y MTM), con una capacidad de generación de hasta 563 MW. Su construcción se llevó a cabo entre 1976 y 1980, siendo conectada a la red eléctrica el 20 de octubre de 1980. Desde su puesta en funcionamiento ha generado una media de 2.941.000 Mwh al año, alcanzando su producción máxima en 2000 con 3 724 507 MWh.
La torre de refrigeración tenía una altura aproximada de 126 metros, se trataba de una torre de hormigón que contaba con 53 pilares y acumulaba un volumen de más de 10 000 toneladas.
La caldera es de circulación forzada, tipo Benson, sin calderín, de paredes acuotubulares. La refrigeración se lleva a cabo a través de circuito abierto, con una torre de refrigeración. Para la captación de agua dispone de un embalse en el río Viduido, con una capacidad de 16.640.000 m3.
La evacuación de gases se realizaba a través de una chimenea de 204 m de altura, con un diámetro de 18 m en la base y 11 en la boca.

## Combustible
Tras el agotamiento del yacimiento de lignito próximo, se llevaron a cabo una serie de reformas para utilizar como combustible hulla bituminosa y subbituminosa. Desde 2009, la térmica consume exclusivamente hulla de importación, que es transportada desde el puerto de La Coruña. La procedencia del mineral de hulla es de Wyoming (Estados Unidos) desde donde sufre distintos transbordos en ferrocarril y barco hasta llegar a España. Desde el puerto coruñés, es trasladado en tren hasta la central, de la que dista 31 km.
A partir de 2009, comenzó también la utilización de gas natural como combustible auxiliar, en sustitución del fuelóleo y el gasóleo.
Debido al Real Decreto del Carbón de 2010, la térmica de Meirama se ha visto obligada a utilizar un porcentaje mínimo de carbón nacional, lo cual según fuentes de la empresa ha afectado negativamente a su producción.